# Revolution in Mecklenburg (1848)

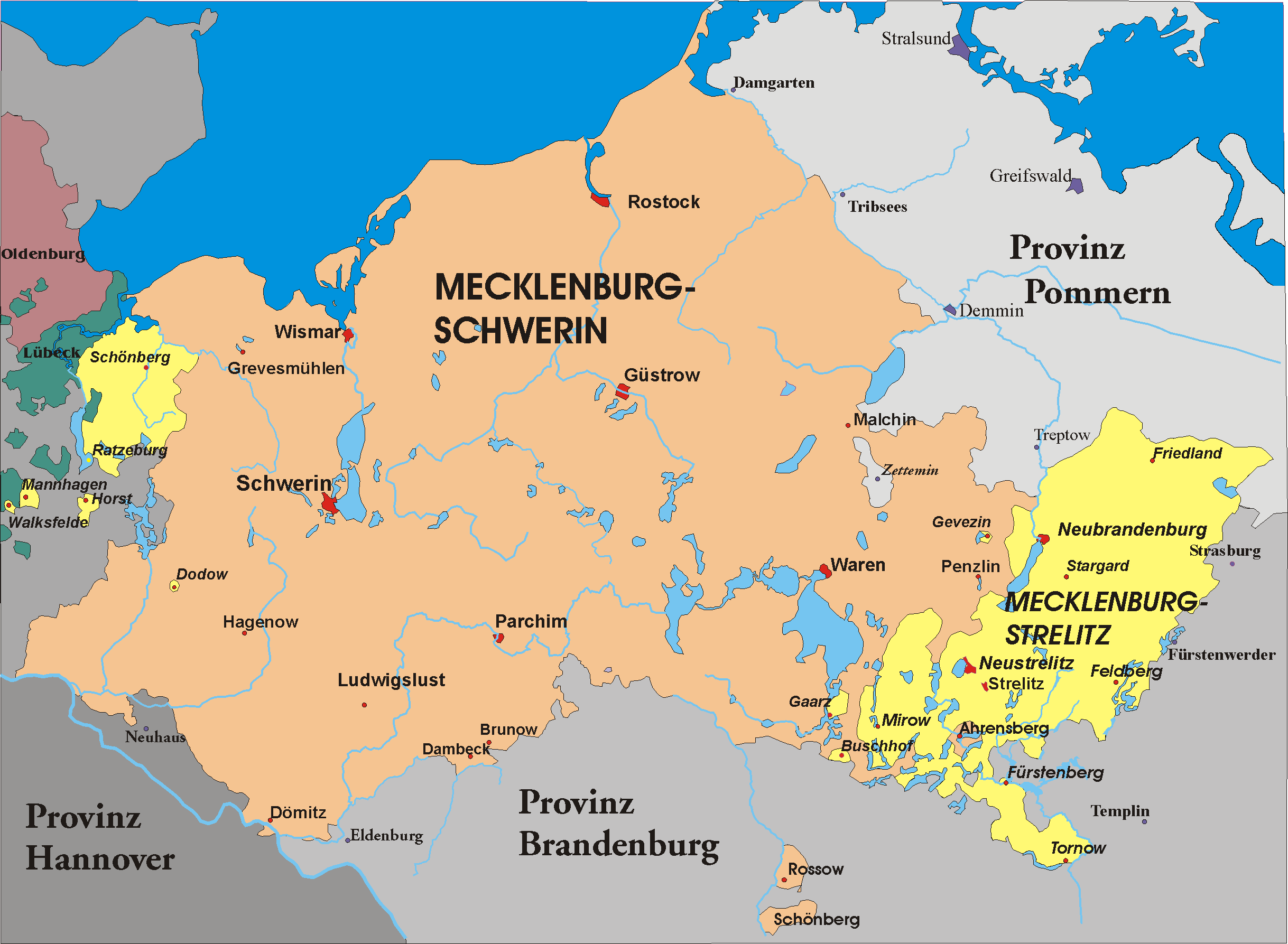
Mecklenburg

Die Revolution in Mecklenburg von 1848 war ein Teil der Deutschen Revolution. Den beiden (Teil-)Großherzogtümern Mecklenburg-Schwerin und Mecklenburg-Strelitz bescherte sie zwei Jahre demokratische Zustände.

## Hintergrund
Wie überall in Deutschland weckten die Befreiungskriege auch in Mecklenburg politisches Bewusstsein. Wie die Französische Revolution hatten sie Freiheit, Gleichheit, Brüderlichkeit erkennen lassen. In Mecklenburg-Strelitz ergingen Aufrufe zur Abschaffung der Erbuntertänigkeit. Zwar erging 1821 das Gesetz zu ihrer Aufhebung; es ermöglichte aber den Gutsherren, die Bauern und Landarbeiter zu entlassen und sich damit der althergebrachten Versorgungspflicht zu entledigen. Um die heimatlos gewordenen Familien vor der Bettlerei und dem Landarbeiterhaus zu bewahren, wurden die Gutsherren verpflichtet, ihnen wenigstens Obdach und geringfügige Arbeit zu gewähren. In den Städten schuf das Einwohnerrecht ähnliche Probleme. Es verlangte Militärdienst, guten Ruf, eigenen Hausstand und Vermögen. Das Zunftprivileg von 1823 forderte außer der Lese- und Schreibfähigkeit eine Religionsprüfung. Gegen die aus dem Königreich Preußen eingeführten Fabrikwaren konnten die Handwerksbetriebe nicht bestehen. Die Ausweisung des Armenarztes Ernst Raber in Hagenow (1843) und des Bürgermeisters Christian Friedrich (Wilhelm) Görbitz in Neukalen (1845) brachten das Land aus der Ruhe. Als 1846/47 Hunger hinzukam, beantragte Johann Pogge eine Reform der Landesverfassung und der Ständevertretung. Sein Antrag fand in beiden Herzogtümern großen Widerhall und wurde von Schwerins Magistrat und Carl Pohle unterstützt. Trotzdem wurde er auf dem Landtag in Sternberg am 27. November 1847 gar nicht erst zur Diskussion zugelassen. Der Adel verlor sein Ansehen.

„Mecklenburg ist von allen Kämpfen der Gegenwart mehr oder weniger unberührt geblieben. Seine Verfassung ist noch jetzt dieselbe, wie sie Ende des 17ten Jahrhunderts und im Anfang des 18ten Jahrhunderts fast allenthalben in Deutschland von den Landesherrschaften besiegt wurde. Das Prinzip derselben ist das der Sonderinteressen, dem die Rücksicht auf das Gemeinwohl des Vaterlandes prinzipiell fremd ist.“

## Ablauf
Die Auswirkungen der französischen Februarrevolution 1848 und der Revolution von 1848/1849 im Kaisertum Österreich erreichten Anfang März 1848 auch Mecklenburg. Für Julius Wiggers stießen sie auf „eine zwar wenig vorbereitete, doch sehr empfängliche Bevölkerung“. Da es keine Vereins- und Versammlungsfreiheit gab und die Bevölkerung in keiner Weise auf politische Teilhabe eingerichtet war, mussten die „Revolutionäre“ zunächst eine Organisation finden und gemeinsame Forderungen formulieren. In einer Flut von Petitionen an die Regenten beider (Teil-)Großherzogtümer stellten sie sich nicht gegen die Fürsten; vielmehr verlangten sie politische Teilhabe durch Landesvertretungen. Den ersten Petitionen aus Neubrandenburg schlossen sich andere Städte an.

„Gewiß sind unsere Wünsche auch nicht übertrieben; denn wir wollen und bitten, was die meisten der übrigen deutschen Staaten teils schon lange gehabt, teils aber auch jüngst durch die hochherzigen Entschließungen ihrer edlen Fürsten gewährt erhalten haben; und nicht dürfen wir glauben, daß wir für diese Güter und Freiheiten weniger reif und würdig gehalten werden können als jene.“

Hoffmann von Fallersleben schrieb:
Wir Mecklenburger sind nur Herren und Knechte,

Nichts als die Luft ist uns gemein,

Gleich sollten sein die Pflichten und Rechte,

Wir sollten freie Bürger sein!
Der Refrain wurde sprichwörtlich:
Dat ginge wol alles, doch geht et man nich,

Dat litt ja, dat litt ja die Ridderschaft nich.
Friedrich von Dewitz „machte sich keinen Kopp“ und sah die Sache als Modeerscheinung. In der Hoffnung auf die Rückendeckung der Krone Preußen verweigerte Großherzog Friedrich Franz II., Regent des Landesteils Mecklenburg-Schwerin, das von Rostock verlangte Assoziationsrecht und die Volksbewaffnung. Nach Krawallen in Schwerin am 13. März 1848 verbot Friedrich Franz weitere Petitionen; die Ereignisse in Wien und Berlin zwangen ihn aber zu Zugeständnissen. Am 16. März hob er die Zensur auf. Zwei Tage später wurde das Petitionsverbot aufgehoben und für den Mai die Einberufung eines außerordentlichen Landtags angekündigt. Auch Großherzog Georg, Regent des Landesteils Mecklenburg-Strelitz, lenkte ein; aber die Volksbewegungen waren nicht organisiert und das liberale Bürgertum an der Macht nicht beteiligt. Man brauchte keine Märzminister.

### Güstrower Deputiertenversammlung
Aus Rostock erging deshalb am 23. März 1848 der Aufruf zu einer Deputiertenversammlung in Güstrow. 173 Vertreter aus 47 Städten und Flecken und von acht Dominialämtern nahmen die Rostocker Vorschläge an:
1. Eine reine Repräsentativverfassung mit Vertretung des ganzen Volkes ohne eine ständische Gliederung in einer Kammer, sowie die volle Teilnahme der Kammer an der Gesetzgebung, Steuerbewilligung, Staatshaushalt, Zivilliste und weiterhin die Auflösung der Stände
2. Aufhebung aller politischen Sonderrechte
3. Gleichberechtigung aller Religionen und Konfessionen
4. Das Domanium, mit Ausnahme der Schatullgüter, und die Klöster sollen Staatseigentum sein
5. Trennung der Rechtspflege von der Verwaltung
6. Abschaffung aller ausnahmsweisen Gerichtsstände
7. Öffentlichkeit und Mündlichkeit des Gerichtsverfahrens, sowie Schwurgerichte
8. Unbedingte Pressefreiheit ohne Kaution- und Konzessionszwang und ohne Pressegesetz
9. Unbeschränktes Vereinsrecht
10. Verwandlung der Zeitbauern in Grundbesitzer, gegen festbestimmte Leistungen
11. Beförderung der Teilung des größeren Grundbesitzes
12. Aufhebung aller Fideikommisse
13. Allgemeine Städteordnung und ländliche Gemeindeordnung auf Grundlage von Unabhängigkeit
14. Freizügigkeit und Armenversorgung nach größeren Kreisen
15. Allgemeine Wehrverfassung, Verminderung des stehenden Heeres
16. Vereidigung des Heeres und der Beamten auf die Verfassung
17. Verbesserung des Volksschulwesens und Lehrfreiheit

Damit entstand eine beide Landesteile umfassende Organisation der Reformvereine. Sie konstituierte sich nach Rostocker Vorbild und wählte die Rostocker Leitung zum „Zentralkomitee“. Die von Karl Türk herausgegebenen Mecklenburgischen Blätter wurden das Zentralorgan.

### Landtag
Der Strelitzer Landrat Wilhelm von Oertzen rief den mecklenburgischen Adel zu einer Versammlung am 14. April 1848. Von 280 Rittern wollten 145 auf ihre politischen Sonderrechte verzichten, um „das Wohl des Vaterlandes zu fördern“. Dem außerordentlichen Landtag am 26. April 1848 in Schwerin konnten die Reformvereine beiwohnen. John Brinckman, Fritz Reuter, Ernst Boll und Lothar Türk nahmen an den Beratungen über das Wahlgesetz teil. Nach drei Wochen einigte man sich auf indirekte Wahl nach Kopfzahl ohne Zensus, d. h. eine durch Wahlmänner bestimmte Landesvertretung. Mit dem Ergebnis unzufrieden waren vor allem die Handwerker. Vergeblich hatten sie versucht, die Sitzverteilung zwischen Stadt und Land anzugleichen; denn ein ländlich dominierter Landtag würde Gewerbefreiheit und Freizügigkeit einführen, das folgende Überangebot an ausländischen Waren und landflüchtigen Handwerkern ihre Existenz bedrohen. Das Bürgertum fürchtete einen zu großen politischen Einfluss der Arbeiter. Zugunsten einer neuständischen Landesvertretung wandte es sich von der Güstrower Repräsentativverfassung ab. So entstanden im Sommer 1848 die ersten eigenständigen Arbeiter- und Handwerkervereine in Schwerin, Wismar und Rostock. Diese soziologische Differenzierung endete vorerst auf dem 3. Güstrower Reformtag am 21./22. Juli 1848. Man verlangte

„die Volks- und Staatseinheit Deutschlands; gleiche politische Berechtigung aller Staatsbürger ohne Rücksicht auf das religiöse Bekenntnis; Aufhebung aller Feudal- und Adelsrechte; Schutz der persönlichen Freiheit durch ein Gesetz; die Habeas-Corpus-Akte; Sicherheit des Eigentums; Gleichheit aller vor dem Gesetz; Freiheit der Presse; Öffentlichkeit der Gerichte, der Landtage, der Gemeindeverhandlungen und aller Verhandlungen und Staatseinrichtungen, die ihren Wesen nach der Öffentlichkeit angehören; das Vereinsrecht; allgemeine Wehrhaftigkeit; Organisation der Volkswehr; für Stadt- und Landgemeinden freie Verfassung; Trennung der Kirchen vom Staat; Rückgabe der Kirchengewalt an die Gemeinden; ein wohlgeordnetes Volksschulwesen und Befreiung der Schule von der Bevormundung durch die Kirche; Sicherung des geistigen und leiblichen Wohls der arbeitenden Klasse. Wir wollen endlich, daß der Volkswille als das höchste Gesetz des Staates gilt.“

Die Volkssouveränität schied die Demokraten von den Liberalen. Der Keim der Spaltung und Parteienbildung war gelegt.
Die gemäßigt liberalen Beamten verließen die Reformvereine und gründeten am 31. August 1848 in Schwerin den ersten konstitutionellen Verein. Liberale und Konservative wurden zu erbitterten Feinden.

### Wahl
Das neue Wahlgesetz wurde am 15. Juli 1848 veröffentlicht. Nicht als Entwurf zur öffentlichen Diskussion gestellt, stieß es in den Reformvereinen auf Ablehnung. Der Vereinbarungsgrundsatz in der Präambel und der Zuschnitt der vielen Wahlbezirke sorgten für Unmut und Zweifel. Am 1. September 1848 rief das Rostocker Zentralkomitee alle Vereine zum 7. September nach Schwerin und Neustrelitz. Dem Ruf folgten auffällig viele Arbeiter und Handwerker. In Schwerin fanden die Deputierten bei Friedrich Franz kaum Gehör. In Neustrelitz hatten sie mehr Erfolg. 80 Deputierte überbrachten Georg Petitionen mit 4.000 Unterschriften; aber der Großherzog legte sich nicht fest. Zur selben Zeit warteten in Strelitz gut 1500 Menschen auf die Ergebnisse der Verhandlungen. Durch das lange Ausbleiben der Deputation beunruhigt, zogen sie mit einer schwarz-rot-goldenen Fahne zum Schloss Neustrelitz. Zum Schutz des Schlosses und des Großherzogs wurde die Neustrelitzer Bürgerwehr mobilisiert. Die Unruhe legte sich erst, als Georg mit dem Strelitzer Stadtrichter Karl Petermann, dem Sprecher der Deputierten, am Abend vom Balkon des Schlosses die Erfüllung der Forderungen versprach. Am nächsten Tag wurde Staatsminister Otto von Dewitz entlassen. Ihm folgten Graf Henning von Bassewitz und andere leitende Beamte. Die Wahlbezirkseinteilung wurde korrigiert, der Wahltermin verlegt und das gemäßigt-liberale Bürgertum in die Regierung berufen. Friedrich Franz musste dem Strelitzer Beispiel folgen. Er entließ die Staatsminister Theodor Diederich von Levetzow und Friedrich Albert von Oertzen, berief liberale Rittergutsbesitzer in die Regierung und ließ auch in seinem (Teil)Großherzogtum die Wahlbezirke zusammenlegen und den Wahltermin verschieben.

## Abgeordnetenversammlung
Im Vorfeld der Wahlmännerwahl siegten die Reformvereine in den größeren Städten überlegen; aber auch auf dem Lande trug das „proletarische Element“ die Reformbewegung. Über die Zusammensetzung der Abgeordnetenkammer entschieden die Wahlmänner am 3. Oktober in Schwerin und am 9. Oktober in Strelitz. Die Reformvereine erhielten fast zwei Drittel der Abgeordnetenmandate; 103 kamen aus den Städten und 38 vom Lande. Die Konstitutionellen erreichten nicht die Masse. Als erstes demokratisch gewähltes Parlament in Mecklenburgs Landesgeschichte konstituierte sich die Abgeordnetenkammer am Reformationstag 1848; sie war aber keine Verfassunggebende Versammlung. Für die Abgeordneten siehe die Liste der Mitglieder der Mecklenburgischen Abgeordnetenversammlung.
Schon vor der Konstituierung bildeten die linken Reformer aus den Reformvereinen keine einheitliche Front im Sinne des Güstrower Bekenntnisses. Indem immer mehr gemäßigte Reformer ausscherten, verloren die Linken die Mehrheit. Große Fraktionen waren die Linken und die Konservativen, das rechte Zentrum. Kleinere Gruppierungen waren das rechte und ultrakonservative Lager und das linke Zentrum. Dieser linke Flügel der liberal-konstitutionellen Bewegung war bei allen Abstimmungen das Zünglein an der Waage.
Von den beiden Großherzögen und ihren Regierungen hingehalten, versäumten die Parlamentarier eigene Machtorgane zu schaffen. Es wurde diskutiert, nicht gehandelt. Die Erfolge der monarchisch-konservativen Kräfte in Berlin und Wien waren Warnung genug. Trotzdem wurde am 31. Januar 1849 Moritz Wiggers nicht im Präsidentenamt der Abgeordnetenversammlung bestätigt. Die beiden Zentren führten das Präsidium. Nachdem die Paulskirchenverfassung beschlossen worden war, kam es Ende April 1849 zur ersten Gesetzeslesung des mecklenburgischen Verfassungsentwurfs. Er legte die Volkssouveränität zu Grunde und orientierte sich an den schon bestätigten Verfassungen der Herzogtümer Anhalt-Dessau und Anhalt-Köthen. Dass der Strelitzer Großherzog offen gegen die Frankfurter Beschlüsse opponierte und sich auf die Seite Preußens schlug, zeigte das Wiedererstarken der Landesfürsten. Nach Georg schloss auch Franz Friedrich mit Preußen eine Militärkonvention. Als die Regierungskommissare beider Herzogtümer den Verfassungsentwurf am 18. Juni 1849 ablehnten und außenpolitische Ereignisse ängstigten, nahm die Abgeordnetenversammlung kurzerhand die Paulskirchenverfassung als Vorlage an.

## Ende
Mit zwei Regierungen in einem Landtag zu arbeiten war unmöglich. Sollte die Union zwischen Schwerin und Strelitz erhalten bleiben, musste das Strelitzer Fürstenhaus zur Abdankung bewegt werden. Trotz gewaltigen Widerstands der Strelitzer gegen die Fortführung der Union sprachen sich die Abgeordneten für ihre Erhaltung aus. So brach Herzog Georg am 11. August 1849 die Verhandlungen mit der Mecklenburgischen Abgeordnetenkammer ab.
Auch in Schwerin gab es Probleme. Friedrich Franz II. hatte das mit der Abgeordnetenversammlung vereinbarte Staatsgrundgesetz am 23. August feierlich beschworen; die Durchführung machte er aber von vielen Bedingungen abhängig. Obwohl Friedrich Wilhelm IV. und Georg protestierten, rang er sich zur Verkündung am 10. Oktober 1849 durch. Da Mecklenburg-Strelitz seine Mitarbeit im Parlament aufgekündigt hatte, wurde das Staatsgrundgesetz Mecklenburgs nur in Mecklenburg-Schwerin eingeführt; das Großherzogtum gewann Anschluss an die moderne Verfassungsentwicklung.
Zu diesem Zeitpunkt hatte die Revolution in Deutschland ihren Zenit bereits überschritten. In Frankfurt existierte die
Nationalversammlung nur noch pro forma und in Süddeutschland standen (unter preußischem Befehl) mecklenburgische Truppen zum Kampf gegen die Reste der Badischen Revolutionsarmee unter Ludwik Mierosławski. Dadurch ermutigt, bildete sich im Mecklenburger Adel eine Fronde gegen das Staatsgrundgesetz, die Aufhebung der Stände und die Aufkündigung der Union. In Großherzog Georg fand sie einen starken Verbündeten.

### Abgeordnetenkammer
Nach der Verkündung des Staatsgrundgesetzes war die Mecklenburgische Abgeordnetenversammlung am 22. August 1849 durch Friedrich Franz II. aufgelöst worden. An ihre Stelle trat die erste frei gewählte Abgeordnetenkammer; aber schon am 4. April 1850 wurde ihr die weitere Arbeit durch den Schweriner Großherzog untersagt. Zum selben Zeitpunkt trat die rechtsliberale Regierung unter dem Konstitutionellen Ludwig von Lützow zurück. Auf preußischen Druck folgte der erzkonservative Graf Bülow. So stand die junge Verfassung schon nach ein paar Monaten vor der Bedeutungslosigkeit. Moritz Wiggers versuchte zwar noch eine Aufhebung des Tagungsverbots zu erreichen, scheiterte aber an der kleinmütigen Haltung einiger Abgeordneter und der fehlenden Beschlussfähigkeit. Das Parlament wurde aufgelöst. Um die Gemüter zu besänftigen, wurden für den 26. August 1850 Neuwahlen angekündigt.

### Scheitern der Revolution
Für das endgültige Scheitern der Verfassung sorgte die Ritterschaft. Ihre Klage bei der Provisorischen Zentralgewalt des Deutschen Bundes wurde am 21. Dezember 1849 angenommen. Der am 30. September zwischen Preußen und Österreich geschlossene Interimsvertrag (1849) hatte erst diese oberste Bundesbehörde begründet, an die sich die Ritterschaft aufgrund der Patentverordnung (1817) wenden konnte. Die Kommission verlangte von Mecklenburg-Schwerin eine Stellungnahme und erklärte alle folgenden Schritte für gegenstandslos. Damit wurden die Einführung des Staatsgrundgesetzes, die Aufhebung der Stände und die Union bedeutungslos. Die Bundeskommission entschied am 28. März 1850, dass die Schweriner Regierung sich einem Schiedsgericht zu unterwerfen habe. Der Freienwalder Schiedsspruch wurde am 14. September 1850 in Mecklenburg-Schwerin umgesetzt.

„… daß das durch das Gesetz vom 10. Oktober 1849 eingeführte Staatsgrundgesetz für das Großherzogtum Mecklenburg-Schwerin, nicht minder das unter demselben Tage erlassene großherzogliche Gesetz, betreffend die Aufhebung der landständischen Verfassung, für rechtsbeständig nicht anzusehen, vielmehr, den Anträgen der Ritterschaft gemäß, wie hiedurch vom Schiedsgericht wegen geschieht, für nichtig zu erklären.“

## Unruhen und Opfer

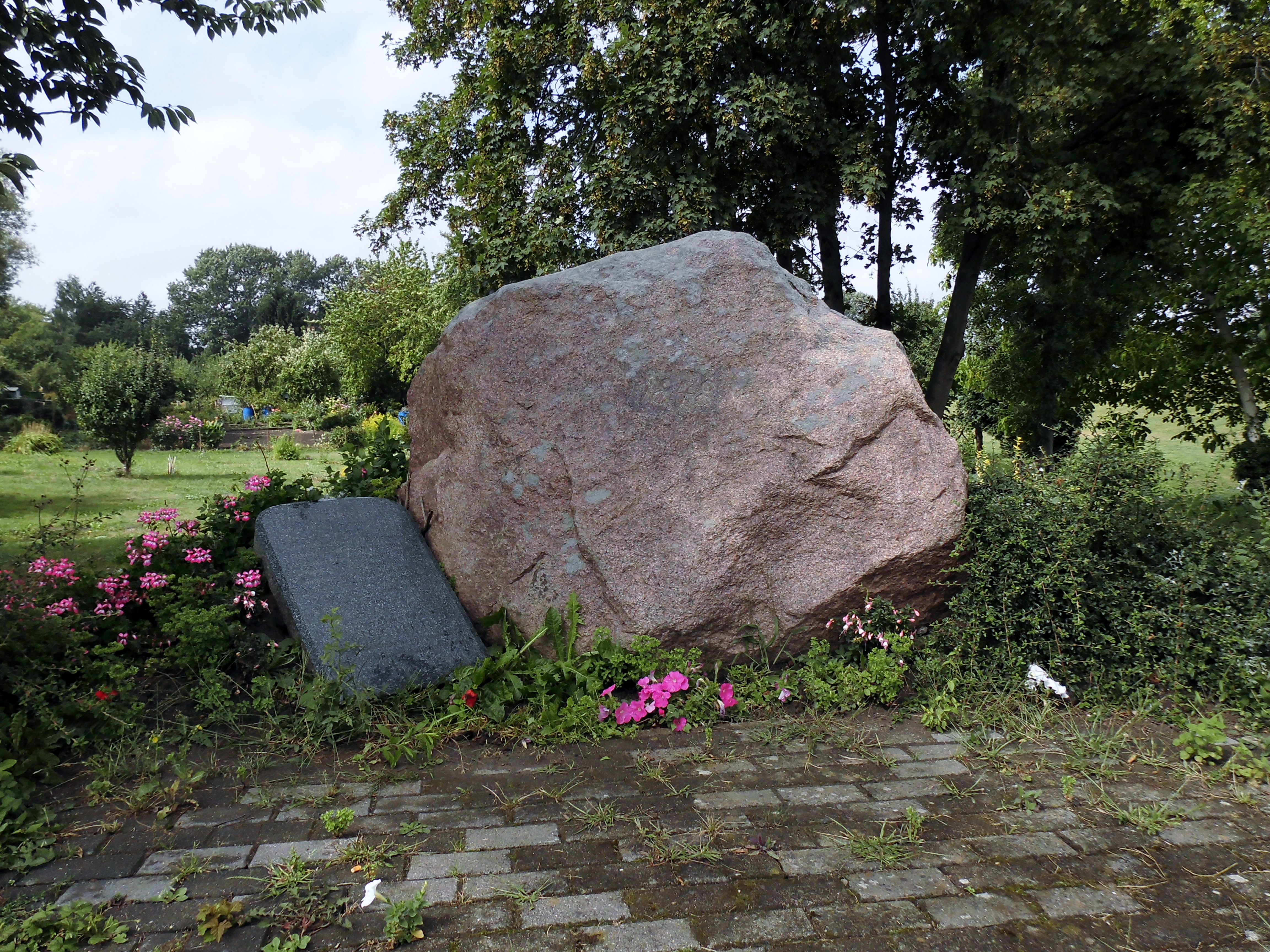
Gedenkstein in Möllenhagen

Am 11. März 1848 empfing der Großherzog eine Schweriner Deputation, die ihm eine Petition mit 1200 Unterschriften zur Durchführung demokratischer Reformen überreichte. Als der Großherzog daraufhin weitere Petitionen untersagte, kam es am Abend des 13. März in Schwerin zu Tumulten, bei denen einige Fensterscheiben zu Bruch gingen. Um ihr Eigentum besorgte Bürger bildeten in den nächsten Tagen unter Aufsicht und Beteiligung des Magistrats eine aus sechs Kompanien bestehende Bürgerwehr. Zur Verstärkung wurden 100 Dragoner des in Ludwigslust stationierten 1. Großherzoglich Mecklenburgischen Dragoner-Regiments Nr. 17 nach Schwerin verlegt. Der Magistrat verbot „Zusammenrottungen“ in der Stadt. Ab 6 Uhr abends patrouillierte die Bürgerwehr. Den Gastwirtschaften war der Alkoholausschank nach 9 Uhr untersagt. Es kam zu keinen weiteren Auseinandersetzungen. Im Oktober 1849 – vier Monate nach dem Ende der Deutschen Revolution 1848/49 – wurde die Bürgerwehr aufgelöst.
In den landesherrlichen Domänen versuchte die großherzogliche Regierung die Armut der Landarbeiter durch zusätzliche Landzuteilungen an Häusler und Einlieger zu mindern. Die differente Sozialstruktur im Domanium verhinderte die Einigkeit der Landbevölkerung für revolutionäre Proteste. Auf den Rittergütern war das anders. Waren die Rittergutsbesitzer nicht zu sozialen Verbesserungen bereit, gab es Streiks der Landarbeiter und auch tätliche Auseinandersetzungen. Tagelöhner stürmten das Herrenhaus von Jürgen Heino von Behr-Negendanck in Torgelow am See am 21. Mai 1848 und setzten es in Brand. Erschüttert durch diesen Vorfall erließ Großherzog Friedrich Franz II. am 24. Mai 1848 eine „Warnung vor Zusammenrottirungen und Gewaltthaten in Folge der Torgelower Vorfälle“. Er drohte, mit „militairischer Hülfe“ gegen die Aufständischen vorzugehen. Erste Maßnahme war die Stationierung eines Militärkorps von 700 Mann mit vier Geschützen in Waren. Die Militärpräsenz provozierte im Raum Waren weitere Konflikte. Von den örtlichen Gutsherren zur Hilfe gegen die „Revolutionäre“ gerufen, trat das Militär am 31. Juli 1848 gegen aufständische Arbeiter und Tagelöhner in Groß Dratow, Möllenhagen und Kraase an. Der Tagelöhner Fischer aus Möllenhagen wurde dabei erschossen, 17 weitere Landarbeiter verwundet. Seit 1850 erinnert in Möllenhagen ein schlichter Gedenkstein an die Ereignisse. Zwei weitere Militäreinsätze gab es am 5. August auf Gut Blücherhof und am 8. September in Malchow. In Folge dieser Aufstände wurden 315 Personen angeklagt. 100 Verfahren wurden eingestellt. Die übrigen Angeklagten wurden zu Geld- und Zuchthausstrafen verurteilt.

## Mecklenburger Militär in Schleswig und Baden
Während die Situation in Mecklenburg relativ ruhig blieb, kam es in anderen Teilen Deutschlands zu heftigen Kämpfen zwischen Revolutionären und Soldaten. Am 2. April 1848 erfolgte in Mecklenburg die Mobilmachung zum Einsatz in der Schleswig-Holsteinischen Erhebung. Begleitet von mehreren Kompanien der Bürgerwehr, rückte die 1. Abteilung des Infanteriebataillons am 14. April mit 4 Kanonen und 150 Mann aus Schwerin aus. Am nächsten Tag folgte die Garde des 2. Rostocker Musketierbataillons mit etwa 1.200 Mann. Nach dem Vertrag von Malmö (1848) kehrten die Truppen in ihre Kasernen zurück.
Vom 22. bis 24. Mai 1849 kämpften mecklenburgische Truppen in der Badischen Revolution. Nach mehreren Gefechten kehrten sie im September und Oktober zurück.
Insgesamt fielen im Herzogtum Schleswig und im Großherzogtum Baden 47 mecklenburgische Soldaten. Ihnen wurde auf dem Exerzierplatz im Haselholz ein Denkmal errichtet. Es wurde am 4. Juni 1853 enthüllt. Ein großer Steinwürfel mit einer Helmtrophäe trug neben den 47 Namen die Inschrift:
Die Reste des nach 1945 ungepflegten Denkmals sind im Rahmen der ersten Bauphase für den Wohnungsbau auf dem Großen Dreesch 1971–73 entfernt worden.

## Rückblick
Für eine „richtige“ Revolution waren die Mecklenburger zu unerfahren und zu friedfertig. Das Parlament löste nicht die ursächlichen Probleme der Bevölkerung, versäumte die Schaffung eigener Machtinstrumente und verzettelte sich in Verfassungsfragen. Die Revolution allein mit demokratischen, parlamentarischen und gesetzlichen Mitteln voranzutreiben, konnte nicht gelingen. Schon 1840 hatte Fritz Reuter bemerkt:

„Un wat hadden wi denn dahn? Nicks, gor nicks. Blot in uns’ Versammlungen un unner vir Ogen hadden wi von Ding’ redt, de jetzt up apne Strat fri utschrigt warden, von Dütschlands Friheit und Einigkeit. Äwer taum Handeln wiren wi tau swack, taum Schriwen tau dumm, dorum folgten wi de olle dütsche Mod’: wi redten blot doräwer.“

Erst 68 Jahre später, in der Novemberrevolution, erhielten die Mecklenburger wieder eine demokratische Verfassung – für 15 Jahre und strikt getrennt nach den früheren Landesteilen in Mecklenburg-Schwerin und Mecklenburg-Strelitz.